# Din Daa Daa
Din Daa Daa ist der Titel eines 1983 veröffentlichten Liedes des Berliner Musikers George Kranz. Es erreichte 1984 neben Platz 28 der deutschen Hitparade auch den ersten Platz der Billboard-Dance-Charts in den USA, wo es sich zwei Wochen halten konnte. Häufig wird das Lied auch einfach als Trommeltanz bezeichnet, tatsächlich ist dies aber nur der Name für die Single-Version des Songs.

## Hintergrund
George Kranz war Schlagzeuger in der Compass Big Band und für Jasmin Bonnin. Er war 1980 bis 1983 Mitglied der Band ZeitGeist, mit denen er drei Alben aufnahm, gleichzeitig arbeitete er auch mit Ulla Meinecke, für deren 1980er Album „Überdosis Großstadt“ er Schlagzeug spielte. Cosa Rosa und Stefan Waggershausen unterstützte er bei TV-Auftritten.
George Kranz nahm Din Daa Daa, das aus einem Schlagzeugsolo entstanden war, 1983 auf. Als Produzent und Keyboarder wirkte der Tangerine-Dream-Musiker Christopher Franke mit.
Der Gesang beschränkt sich auf die von Kranz vorgetragene Imitation von Bass- und Schlagzeug-Tönen. Getragen wird das Lied dabei von tempo- und variantenreichem Schlagzeugspiel, dem im Hintergrund stets präsenten Loop „Din-Daa-Daa-Dum-Dum“, sowie eingestreuten Synthesizer-Klängen und -effekten.
Das Lied wurde bei „Nordton“ verlegt und erschien unter dem Label „Pool Musikproduktionen“ als Single. Die Single-Version wurde als „Trommeltanz“ bezeichnet, zusätzlich gab es eine Dub-Version (3:08 Min.) sowie den U.S.-Mix (6:20 Min.). Der U.S.-Mix war von Kranz und The Magnificent Kordak (Jürgen Korduletsch) produziert worden und erschien als B-Seite der Maxi-Single. In den USA wurde der Song auf Personal Records veröffentlicht.
Auf einem Longplay-Album erschien Din Daa Daa dann 1984, als Kranz Din Daa Daa: The Album als LP veröffentlichte, auf dem das Lied im U.S.-Mix enthalten war. Im Februar 1990 wurde das Album auch auf CD veröffentlicht.

## Rezeption
Din Daa Daa war international erfolgreich: Der Titel erreichte im Februar 1984 in Deutschland Platz 28 der Hitparade, in Großbritannien Platz 88, in Frankreich, allerdings erst im November 1984, Platz 45. In den USA erreichte es im Januar 1984 die Spitzenposition der Dance Club Play-Charts und konnte sich zwei Wochen dort behaupten.:149

## Wiederveröffentlichungen
Din Daa Daa wurde von Kranz 1991 als Din Daa Daa ’91 (Platz 8 der Billboard Dance Music/Club Play Singles; Gesang: Doug Lazy) und 1996 als Din Daa Daa-Remixes in modernisierten und neu gemischten Fassungen wiederveröffentlicht. 2001 veröffentlichte DJ Pulsedriver seine Version von Din Daa Daa.

## Coverversionen
- 1997 wurde der Titel von Kevin Aviance aufgenommen und der erste seiner zwei Nummer-eins-Hits in den US-Dance Charts.[3]:26
- 2004 nahmen The Roots den Song als versteckten Bonustrack ihres Albums The Tipping Point auf.
- 2005 wurde ein Sample des Songs von The Ying Yang Twins und dem Rapper Pitbull für ihre Single Shake verwendet.
- 2006 war Din Daa Daa auf dem Album FabricLive.31 der Gruppe The Glimmer enthalten.